# Гіржева Раїса Володимирівна
Раїса Володимирівна Гіржева (нар. 1954) — українська радянська діячка, шліфувальниця Теплогірського заводу гідроустаткування Ворошиловградської області. Депутат Верховної Ради УРСР 10-го скликання.

## Біографія
Закінчила середню школу. Член ВЛКСМ.
З 1973 року — комплектувальниця, з 1978 року — контролер відділу технічного контролю, шліфувальниця Теплогірського заводу гідроустаткування Ворошиловградської області. Ударник комуністичної праці.
У 1980 році закінчила вечірнє відділення Стахановського філіалу Комунарського гірничо-металургійного інституту Ворошиловградської області.